# کانی (رپر)
کانی نخشون شورتر جونیور (به انگلیسی: Kani Nkshon Shorter Jr.؛ زادهٔ ۲ اوت ۲۰۰۵) که با نام حرفه‌ای کانی (به انگلیسی: Kanii) شناخته می‌شود، خواننده و ترانه‌پرداز و رپر آمریکایی اهل واشینگتن، دی.سی. می‌باشد. وی بیشتر به‌خاطر ترانه‌های «می‌دونم» و «برو (زنده‌بمون ۲)» که در تیک‌تاک وایرال شدند و در جدول‌های چندین منطقه قرار گرفتند، شناخته شده‌است.